# الدورادو نشنال
الدورادو نشنال (انگلیسی: ElDorado) شرکت خودروسازی آمریکایی است، که در سال ۱۹۶۵ تأسیس شد و هم‌اکنون متعلق به شرکت فارست ریور می‌باشد.